# Anna Elisabeth Kelly
Pour les articles homonymes, voir Kelly.
Anna Elisabeth Kelly (née Anna Elisabeth Nette le 10 avril 1825 à Saint-Gall et morte le 1er mai 1890 dans la même ville) est une peintre suisse.

## Biographie
L'artiste grandit et vit à Saint-Gall. Elle passe les mois d'été en famille dans le parc de Mettendorf, où son père dirige une teinturerie et une imprimerie de Türkischrotfärbung. De nombreuses aquarelles et dessins sont également créés à cette époque. Plus tard, elle est souvent l'invitée de sa sœur Marie Billwiller-Kelly à la maison Waldegg à Tübach.
Avec ses sœurs Marie et Henriette, elle reçoit une éducation bourgeoise auprès de précepteurs.
Elles reçoivent leurs premières leçons de dessin et d'aquarelle auprès de Karl Friedrich Bartholome Fehr et plus tard auprès de l'aquarelliste Johannes Schiess. Un autre professeur est Johann Wilhelm Schirmer à Karlsruhe. Les femmes ne sont pas alors reçues dans les académies.
Kelly peint à plusieurs reprises avec Emil Rittmeyer, Gottlieb Bion et Johann Gottfried Steffan. Pendant un certain temps, elle travaille sous la direction de Rudolf Koller.
À partir de 1854, elle participe régulièrement à l'exposition annuelle de l'Association des artistes de Saint-Gall. Kelly en est membre honoraire, car l'association n'est pas encore en mesure d'accepter des femmes selon ses statuts.
Sa sœur cadette, Judith Henriette Kelly (1826-1883) accompagne souvent Elisabeth pendant ses études au pays et à l'étranger à partir de 1862 comme Paris et Munich ou un long voyage en Italie en 1886. Judith Henriette eut moins de succès. Il n'existe pratiquement aucune œuvre d'elle qui puisse lui être attribuée.

## Œuvre

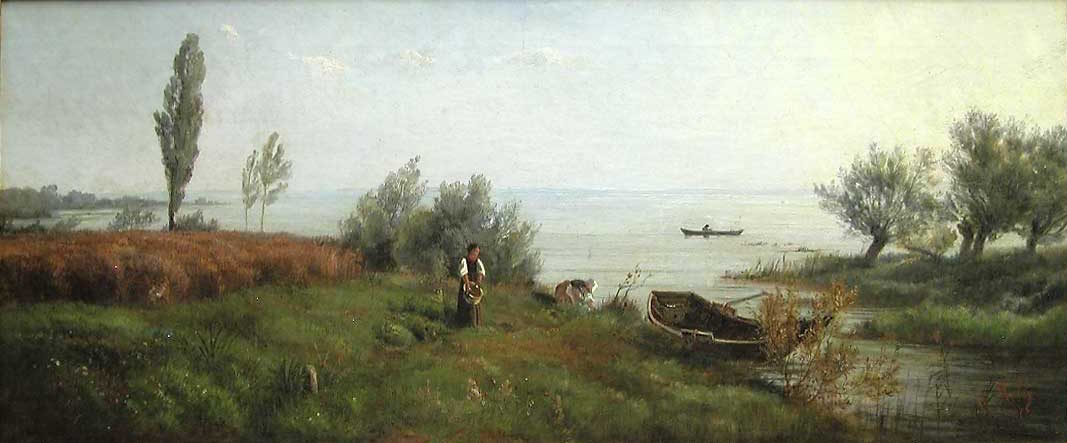
Embouchure du Hornbach dans le lac de Constance

Elisabeth Kelly peint des paysages de son environnement. De nombreuses peintures à l'huile représentent les rives du lac de Constance, notamment sur l'Untersee près d'Ermatingen. D'autres montrent le lac de Walenstadt et le paysage lémanique près de Clarens (Vaud). Des personnes individuelles ou un petit groupe de personnes sont souvent insérées dans le paysage comme une sorte de décoration. Les premières images sont réservées, peintes plutôt sombres, les œuvres ultérieures sont inondées de plus de lumière.
Le musée des beaux-arts de Saint-Gall et le musée culturel de Saint-Gall possèdent plusieurs œuvres de l'artiste. De nombreuses peintures ne sont ni signées ni datées. L'historienne de l'art Dora Fanny Rittmeyer soupçonne donc que de nombreuses œuvres furent attribuées à d'autres artistes. L'artiste signe souvent ses initiales E.K. sur des peintures à l'huile plus petites, au pigment rouge. Grâce aux recherches de Rittmeyer, un bon catalogue raisonné, quoique incomplet, fut dressé.